# Ernst Zürcher
Ernst Zürcher (1951) es un ingeniero forestal, profesor e investigador suizo en ciencias de la madera. Es autor de diversos ensayos, así como conocido por su enfoque sensible hacia los árboles y su marcado interés por las características misteriosas e imperceptibles de los mismos.

## Biografía

### Capacitación
Ernst Zürcher inició su formación profesional como ingeniero forestal en la Escuela Politécnica Federal de Zúrich (ETH), antes de completar una tesis sobre la morfología de los árboles y la anatomía de la madera.

### Carrera
Ernst Zürcher enseñó en la Escuela Politécnica Federal de Zúrich (ETH), así como en la Escuela Politécnica Federal de Lausana y luego en la Universidad de Ciencias Aplicadas de Berna, donde se convirtió en profesor emérito e investigador en ciencias de la madera.

### Vocación
Ernst Zürcher, jubilado, sigue dando conferencias para defender los bosques y demostrar su impacto en la humanidad, especialmente en la salud humana. Explica las conexiones entre fauna y flora, y populariza los conceptos de bioacústica y silvosfera.
Científico atípico que vincula el pragmatismo con la espiritualidad, a veces se le considera un poeta.

## Obra

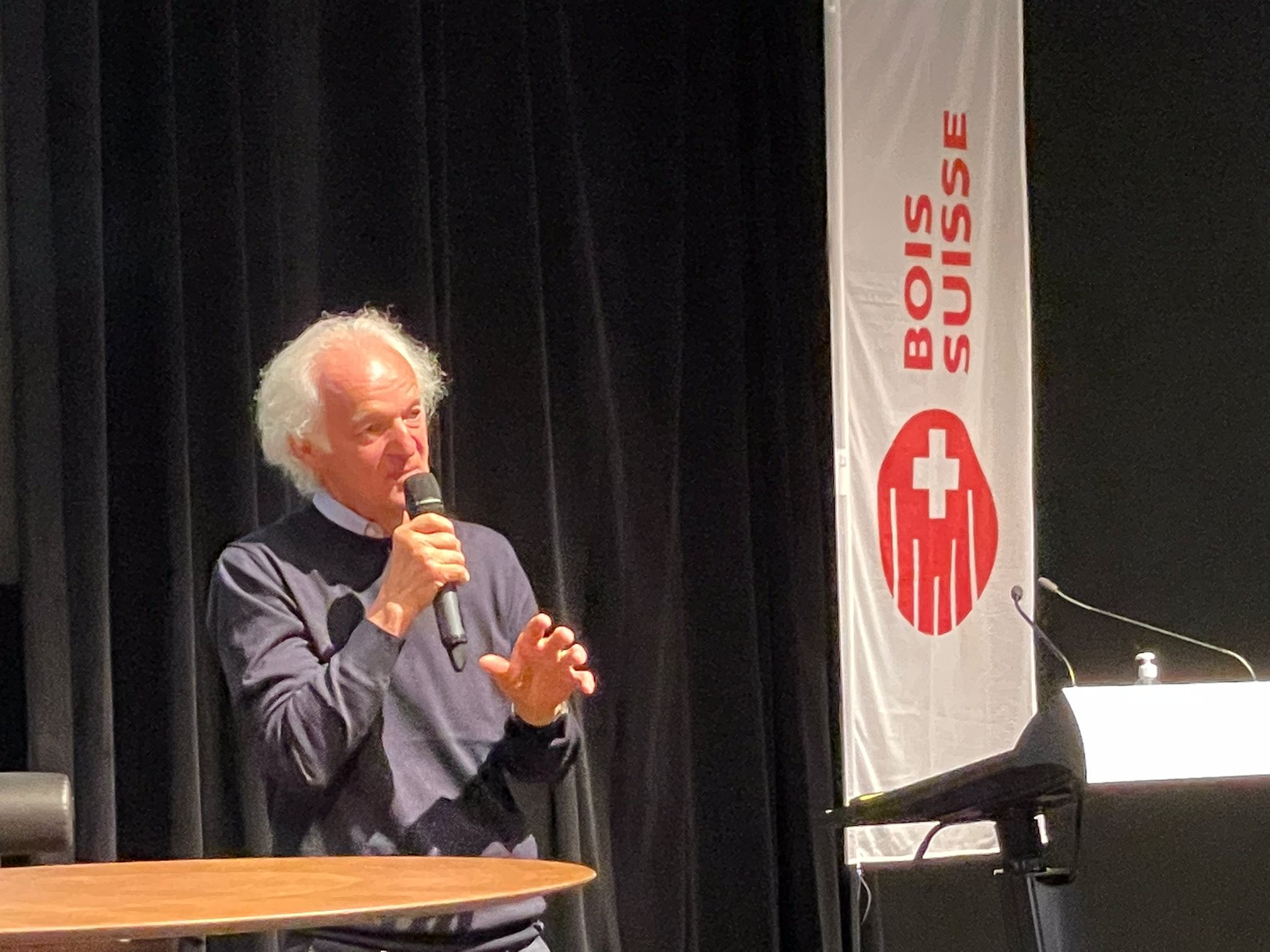
Conferencia durante los Rencontres romandes du bois (Encuentros de la madera francófonos) de 2021 en el Museo Olímpico.

Ernst Zürcher destaca los vínculos que, según él, unen a los seres humanos y a los árboles, haciendo énfasis en los beneficios que provienen de estos últimos. Su planteamiento despertó el escepticismo de algunos de sus colegas, frente al espiritualismo que promovía, pero contó con el apoyo, por ejemplo, del botánico Francis Hallé.
Para Ernst Zürcher la salud de la humanidad es inseparable de la de los bosques.
Ernst Zürcher explora así durante sus investigaciones los vínculos que pueden unir la proporción áurea y la forma de los conos de las coníferas, los estados del agua y el organismo en sí mismo que podría constituir el bosque en su conjunto, tanto en sus publicaciones como en sus apariciones públicas, sobre todo en la radio, aunque a costa de invocar conceptos pseudocientíficos (como la antroposofía de Rudolf Steiner). Aboga por la necesidad de devolver a los árboles un lugar sensible en nuestras vidas, incluso en la ciudad.
Ernst Zürcher defiende la idea del respeto mutuo entre todos los seres vivos del ecosistema, es decir, la fauna y la flora, para una mejor vida conjunta. Y el bosque es una auténtica fuente de inspiración para conseguirlo.
Ernst Zürcher afirma que los árboles son beneficiosos para la salud y menciona los baños de bosque y las nociones de silvoterapia procedentes de las tradiciones japonesas Shinrin-Yoku.

## Publicaciones
- Ernst Zürcher (2016). Les arbres, entre visible et invisible: s'étonner, comprendre, agir. Prefacio Francis Hallé, posfacio Bruno Sirven. Arles: Actes Sud. p. 283. ISBN 978-2-330-06594-2. (En español Los árboles en lo visible e invisible. Sorprenderse, comprender, actuar, Ediciones Atalanta, 2025).[14][15][16][17][18][19]
- Ernst Zürcher (2021). Planter un arbre. Arlés/impresión. en portugal: Actes Sud. p. 60. ISBN 978-2-330-14747-1.
- Película Pacifique, de Jean-Pierre Duval, Caroline Breton y Ernst Zürcher y Franco Gammara, Agence Museo, 2021.[20][12]
- Ernst Zürcher (2023). Le pouls de la Terre. Marcher avec. Neuchâtel: La Salamandre. p. 144. ISBN 978-2-88958-431-4.

## Edición en español
- Zürcher, Ernst (2025). Los árboles en lo visible e invisible. Sorprenderse, comprender, actuar. Prólogo Joaquín Araújo, prefacio Francis Hallé, posfacio Bruno Sirven, traducción Ernst Zürcher, cartoné, 368 páginas, 28 imágenes a color y 66 en blanco y negro, colección Liber naturae 169. Ediciones Atalanta. ISBN 978-84-128423-9-5.